# Pachystylus
Pachystylus là một chi thực vật có hoa trong họ Thiến thảo (Rubiaceae).

## Loài
Chi Pachystylus gồm các loài: